# Evington
Evington – dzielnica miasta Leicester w Anglii, w hrabstwie Leicestershire, w dystrykcie (unitary authority) City of Leicester. Leży 4,5 km od centrum miasta Leicester. W 1931 roku civil parish liczyła 1802 mieszkańców. Evington jest wspomniana w Domesday Book (1086) jako Avintone.